# Leif Garrett

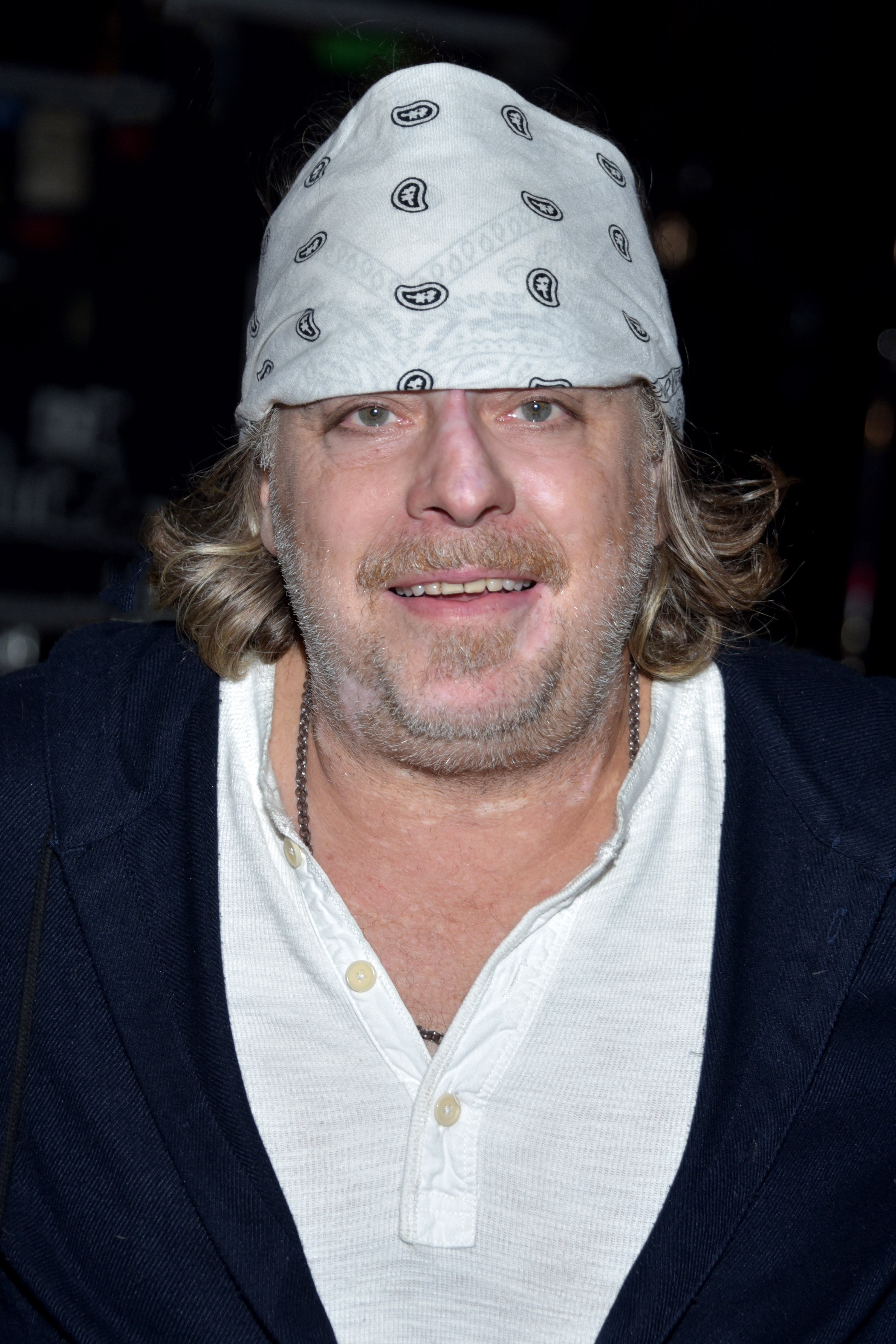
Leif Garrett (2017)

Leif Garrett (* 8. November 1961 in Hollywood, Kalifornien als Leif Per Nervik) ist ein US-amerikanischer Schauspieler und Popsänger, der Ende der 1970er Jahre vor allem in den USA erfolgreich war, aber auch in Europa mehrere Hits verbuchen konnte. Am populärsten wurde das Lied I Was Made for Dancin’.

## Leben

### Kindheit
Leif Garrett ist der Sohn von Kameramann, Stuntman und Schauspieler Rik Nervik, norwegischer Abstammung, und der Schauspielerin und Kostümbildnerin Carolyn Stellar, britischer Abstammung. Auch seine jüngere Schwester Dawn Lyn ist Schauspielerin.

### Karriere

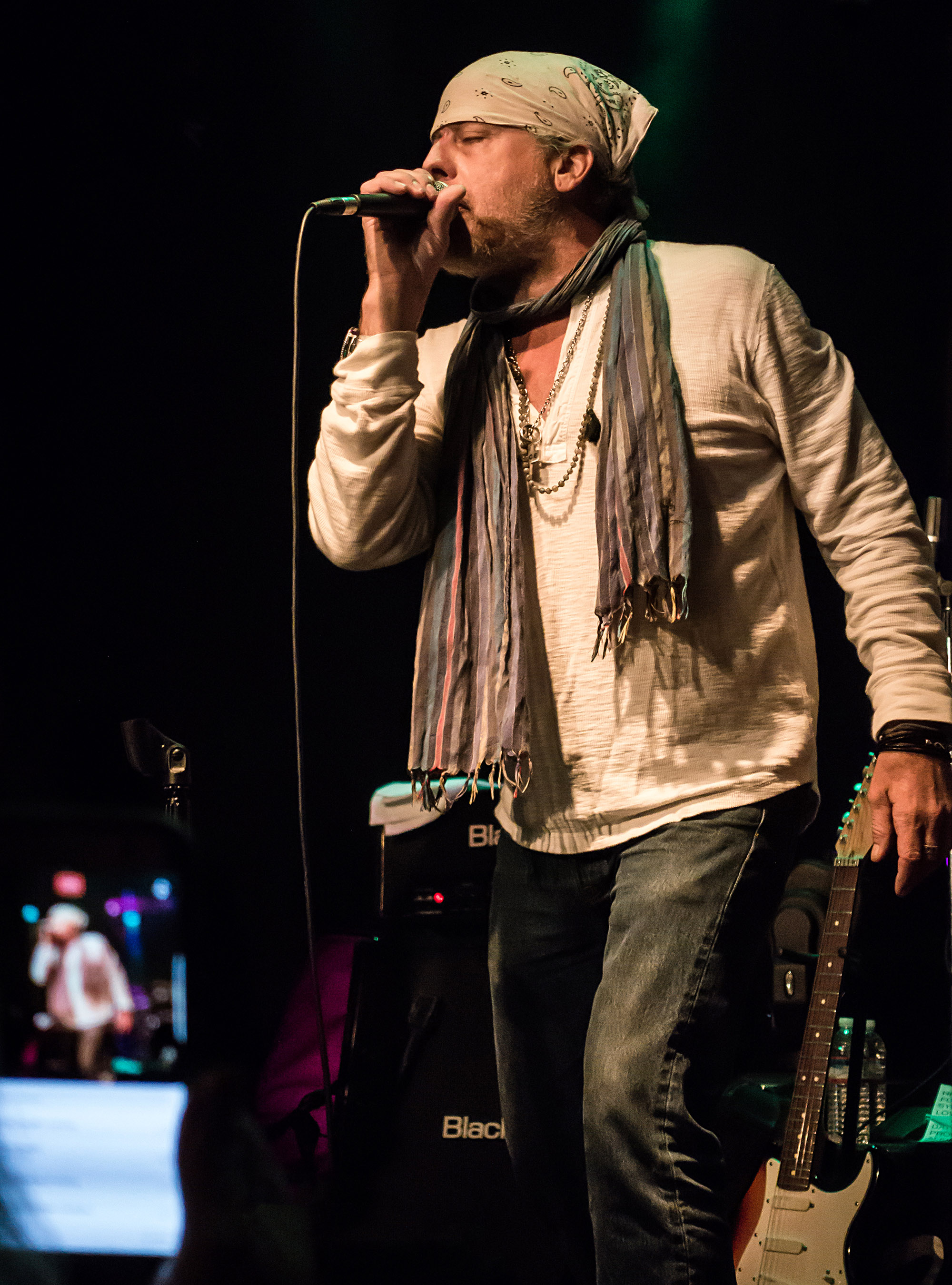
Leif Garrett (2016)

Garrett begann seine Karriere als Schauspieler im Alter von fünf Jahren und stand seit Ende der 1960er Jahre vor der Kamera. Seine Karriere als Teenager-Idol begann 1975 mit einer der Hauptrollen in der Miniserie Three for the Road, die ihm zahlreiche Zuschriften von Fans einbrachte. Er hatte Rollen in den Filmen Peter Lundy and the Medicine Head Stallion und Skateboard sowie als Teenager in Fernsehserien wie Eine amerikanische Familie, CHiPs oder Wonder Woman.
Sein erstes Album Leif Garrett wurde 1977 zu einem großen Erfolg: Das Lied Surfin’ U.S.A., das bereits 1963 in der Version der Beach Boys bekannt wurde und auf der Melodie des Chuck-Berry-Hits Sweet Little Sixteen basiert, war erfolgreich; in Deutschland erreichte die Single Platz 6. Garretts größter Erfolg war die erste Singleauskopplung aus seinem zweiten Album Feel the Need: I Was Made for Dancin’. Sie erreichte in Deutschland und den USA Platz 10 der Charts, in Großbritannien Platz 4. Seine Markenzeichen waren die langen blonden Haare und bis zum Bauchnabel aufgeknöpfte Hemden. Die nachfolgenden Singles hatten weniger Erfolg.
Kurz vor seinem 18. Geburtstag ging Garrett als Fahrer aus einem Autounfall unverletzt hervor, sein bester Freund Roland Winkler erlitt jedoch eine Querschnittlähmung. 1983 spielte er in dem erfolgreichen Film Die Outsider von Francis Ford Coppola eine Nebenrolle, die dauerhafte Popularität stellte sich allerdings anschließend nicht wieder ein. In der Folgezeit konnte er weder als Schauspieler noch als Musiker größere Aufmerksamkeit verzeichnen.
Häufiger machte Garrett dagegen mit seinem Privatleben Schlagzeilen. 1999 erregte er mit einer Folge von Behind the Music des amerikanischen Senders VH1 erneut die Aufmerksamkeit der Medien, indem er sich bei der Versöhnung mit seinem gelähmten ehemaligen Freund Roland Winkler filmen ließ. Anfang 2006 wurde er wegen Drogenbesitzes in Los Angeles verhaftet und zu 90 Tagen Gefängnis verurteilt. Garrett wurde Anfang Februar 2010 erneut wegen Heroinbesitzes festgenommen und musste am 24. Februar vor den Richter. Er nahm an der vierten Staffel der Reality-TV-Show Celebrity Rehab with Dr. Drew teil und ließ sich von dieser während eines Drogenentzuges begleiten.
2007 versuchte er sein Comeback, zunächst mit den Original Idols, einer Retroshow ehemaliger Größen der 1970er Jahre wie Ian Mitchell von den Bay City Rollers, Merrill Osmond, Rex Smith, Danny Bonaduce, Bo Donaldson and the Heywoods, The Cowsills usw., von denen er sich aber Ende 2007 wieder trennte. 2007 erschien das Album Three Sides of … In der Zwischenzeit sind zwei weitere – kommerziell nicht erfolgreiche – Singles von Garrett erschienen: The Final Countdown (eine Coverversion des Hits der schwedischen Band Europe) sowie Hot Blooded (eine Coverversion des gleichnamigen Hits der Band Foreigner). Heute tritt Garrett immer noch in kleineren Hallen mit seinen alten Hits aus den 1970er Jahren auf.

## Diskografie

### Alben
| Jahr | Titel             | Höchstplatzierung, Gesamtwochen, AuszeichnungChartplatzierungen (Jahr, Titel, Platzierungen, Wochen, Auszeichnungen, Anmerkungen) | Höchstplatzierung, Gesamtwochen, AuszeichnungChartplatzierungen (Jahr, Titel, Platzierungen, Wochen, Auszeichnungen, Anmerkungen) | Höchstplatzierung, Gesamtwochen, AuszeichnungChartplatzierungen (Jahr, Titel, Platzierungen, Wochen, Auszeichnungen, Anmerkungen) | Höchstplatzierung, Gesamtwochen, AuszeichnungChartplatzierungen (Jahr, Titel, Platzierungen, Wochen, Auszeichnungen, Anmerkungen) | Höchstplatzierung, Gesamtwochen, AuszeichnungChartplatzierungen (Jahr, Titel, Platzierungen, Wochen, Auszeichnungen, Anmerkungen) | Anmerkungen                                                                 |
| Jahr | Titel             | DE | AT | CH | UK | US | Anmerkungen                                                                 |
| ---- | ----------------- | --- | --- | --- | --- | --- | --------------------------------------------------------------------------- |
| 1977 | Leif Garrett      | — | — | — | — | US37 Gold · (24 Wo.)US | Erstveröffentlichung: November 1977 Arrangeur: John D’Andrea                |
| 1979 | Feel the Need     | — | — | — | — | US34 Gold · (19 Wo.)US | Erstveröffentlichung: November 1978 Produzent: Michael Lloyd                |
| 1980 | Same Goes for You | — | — | — | — | US129 (22 Wo.)US | Erstveröffentlichung: November 1979 Produzent: Michael Lloyd                |
| 1981 | My Movie of You   | — | — | — | — | US185 (7 Wo.)US | Erstveröffentlichung: November 1981 Produzenten: John D’Andrea, Shun Tokura |

grau schraffiert: keine Chartdaten aus diesem Jahr verfügbar
Weitere Alben
- 1980: Can’t Explain
- 1981: The Very Best of Leif Garrett
- 1998: The Leif Garrett Collection (Kompilation)
- 2007: Three Sides of …

### Singles
| Jahr | Titel Album                                         | Höchstplatzierung, Gesamtwochen, AuszeichnungChartplatzierungen (Jahr, Titel, Album, Platzierungen, Wochen, Auszeichnungen, Anmerkungen) | Höchstplatzierung, Gesamtwochen, AuszeichnungChartplatzierungen (Jahr, Titel, Album, Platzierungen, Wochen, Auszeichnungen, Anmerkungen) | Höchstplatzierung, Gesamtwochen, AuszeichnungChartplatzierungen (Jahr, Titel, Album, Platzierungen, Wochen, Auszeichnungen, Anmerkungen) | Höchstplatzierung, Gesamtwochen, AuszeichnungChartplatzierungen (Jahr, Titel, Album, Platzierungen, Wochen, Auszeichnungen, Anmerkungen) | Höchstplatzierung, Gesamtwochen, AuszeichnungChartplatzierungen (Jahr, Titel, Album, Platzierungen, Wochen, Auszeichnungen, Anmerkungen) | Anmerkungen                                                                                             |
| Jahr | Titel Album                                         | DE | AT | CH | UK | US | Anmerkungen                                                                                             |
| ---- | --------------------------------------------------- | --- | --- | --- | --- | --- | --- |
| 1977 | Surfin’ U.S.A. Leif Garrett                         | DE6 (14 Wo.)DE | AT20 (4 Wo.)AT | CH4 (10 Wo.)CH | — | US20 (15 Wo.)US | Erstveröffentlichung: August 1977 Autor: Chuck Berry Original: Chuck Berry – Sweet Little Sixteen, 1963 |
| 1977 | Runaround Sue Leif Garrett                          | DE19 (11 Wo.)DE | — | — | — | US13 (14 Wo.)US | Erstveröffentlichung: Oktober 1977 Autoren: Dion DiMucci, Ernie Maresca Original: Dion, 1961            |
| 1978 | Put Your Head on My Shoulder Leif Garrett           | — | — | — | — | US58 (7 Wo.)US | Erstveröffentlichung: Februar 1978 Autor und Original: Paul Anka, 1959                                  |
| 1978 | The Wanderer Leif Garrett                           | — | — | — | — | US49 (7 Wo.)US | Erstveröffentlichung: April 1978 Autor: Ernie Maresca Original: Dion, 1961                              |
| 1978 | I Was Made for Dancin’ Feel the Need                | DE10 (10 Wo.)DE | — | — | UK4 Silber · (10 Wo.)UK | US10 (21 Wo.)US | Erstveröffentlichung: Oktober 1978 Autor: Michael Lloyd                                                 |
| 1979 | Feel the Need                                       | DE43 (4 Wo.)DE | — | — | UK38 (4 Wo.)UK | US57 (8 Wo.)US | Erstveröffentlichung: April 1979 Autor: Abrim Tilmon Original: Detroit Emeralds, 1971                   |
| 1979 | When I Think of You Feel the Need                   | — | — | — | — | US78 (5 Wo.)US | Erstveröffentlichung: Oktober 1979 Autor: James Williams                                                |
| 1979 | Memorize Your Number Same Goes for You              | — | — | — | — | US60 (9 Wo.)US | Erstveröffentlichung: Dezember 1979 Autor: Billy Kirkland                                               |
| 1980 | I Was Looking for Someone to Love Same Goes for You | — | — | — | — | US78 (5 Wo.)US | Erstveröffentlichung: März 1980 Autoren: Howard Greenfield, Michael Lloyd                               |
| 1981 | Uptown Girl My Movie of You                         | DE74 (1 Wo.)DE | — | — | — | — | Erstveröffentlichung: November 1981 Autoren: Shunichi Tokura, Jeff Harrington, Jeff Pennig              |
| 1981 | Runaway Rita My Movie of You                        | — | — | — | — | US84 (6 Wo.)US | Erstveröffentlichung: November 1981 Autoren: Shunichi Tokura, Jeff Harrington, Jeff Pennig              |

Weitere Singles
- 1977: Come Back When You Grow Up
- 1978: Johnny B. Goode
- 1978: I Wanna Share a Dream with You
- 1979: Moonlight Dancin’
- 1979: New York City Nights
- 1980: You Had to Go and Change on Me
- 1980: Bits and Pieces
- 1981: Just Like a Brother
- 1981: I’m a Rebel
- 1982: Santa Monica Bay
- 1986: The Way to Happiness (mit Gayle Moran)
- 1987: Der Weg zum Glücklichsein (mit Julia Migenes)

## Auszeichnungen für Musikverkäufe
| Goldene Schallplatte - Australien - 1978: für das Album Leif Garrett - Japan - 1980: für das Album Feel the Need - Spanien - 1980: für das Album Feel the Need | 10× Goldene Schallplatte - Japan - 1980: für die Single I Was Made for Dancin’ |

Anmerkung: Auszeichnungen in Ländern aus den Charttabellen bzw. Chartboxen sind in ebendiesen zu finden.
| Land/RegionAuszeichnungen für Musikverkäufe (Land/Region, Auszeichnungen, Verkäufe, Quellen) | Silber  | Gold       | Platin | Verkäufe  | Quellen               |
| -------------------------------------------------------------------------------------------- | ------- | ---------- | ------ | --------- | --------------------- |
| Australien (ARIA)                                                                            | —       | Gold1      | —      | 20.000    | worldradiohistory.com |
| Japan (RIAJ)                                                                                 | —       | 11× Gold11 | —      | 600.000   | worldradiohistory.com |
| Spanien (Promusicae)                                                                         | —       | Gold1      | —      | 50.000    | mediafire.com         |
| Vereinigte Staaten (RIAA)                                                                    | —       | 2× Gold2   | —      | 1.000.000 | riaa.com              |
| Vereinigtes Königreich (BPI)                                                                 | Silber1 | —          | —      | 250.000   | bpi.co.uk             |
| Insgesamt                                                                                    | Silber1 | 15× Gold15 | —      |           |                       |

## Filmografie (Auswahl)
- 1969: Bob & Carol & Ted & Alice
- 1971: Cannon (Fernsehserie, eine Folge)
- 1972: Rauchende Colts (Gunsmoke; Fernsehserie, eine Folge)
- 1973: Der Große aus dem Dunkeln (Walking Tall)
- 1974: Kleine Teufel (Peopletoys)
- 1975: Der Große aus dem Dunkeln, Teil 2 (Walking Tall Part II)
- 1975: Three for the Road (Fernsehserie, 13 Folgen)
- 1976: Der Colt Gottes (Ekdach Haelohim)
- 1976: Die Flut bricht los (Flood) (Fernsehfilm)
- 1976: Tödliche Rache (Kid Vengeance)
- 1977: Final Chapter: Walking Tall
- 1978: Wonder Woman (Fernsehserie, Folge My Teenage Idol Is Missing)
- 1978: Sgt. Pepper’s Lonely Hearts Club Band
- 1978/1979: Eine amerikanische Familie (Family; Fernsehserie, zwei Folgen)
- 1979: CHiPs (Fernsehserie, Doppelfolge Rollschuhrausch)
- 1981: Longshot – Ihre Chance ist 1:1000 (Longshot)
- 1983: Die Outsider (The Outsiders)
- 1984: Shaker Run
- 1987: Hunter (Fernsehserie, eine Folge)
- 1988: Bloody Pom Poms (Cheerleader Camp)
- 1990: The Class of ’76
- 1995: Jagd in der grünen Hölle (Dominion)
- 1998: I Woke Up Early the Day I Died
- 2003: Dickie Roberts: Kinderstar (Dickie Roberts: Former Child Star)
- 2005: Popstar – Aller Aufstieg ist schwer… (Popstar)
- 2009: Fish Mich

## Künstlerauszeichnungen
- 1977 Silberner Bravo Otto Kategorie Schauspieler
- 1978, 1979 und 1980 Goldener Bravo Otto Kategorie Sänger